# 명수사관 유용전
《명수사관 유용전》(刘墉追案)은 2021년 방송되었던 중국의 드라마이다.

## 소개
- 부정이 판치는 세상, 건륭은 유용을 산동에 보내 본 사건을 조사하라 명하고 유용은 그의 아내 금완아와 함께 산동으로 향하여 사건을 조사하는 이야기를 그린 드라마

## 등장 인물
- 하빙 (何冰) - 유용 역
- 바이빙 (白冰) - 김완아 역
- 왕학윤 (王鹤润) - 추몽남 역
- 이내문 (李乃文) - 부국태 역
- 조정 (曹征) - 화신 역
- 로굉 (路宏) - 하자풍 역
- 왕우징 (王羽铮) - 진랑 역
- 황해빙 (黄海冰) - 건륭제 역